# Нойорі Рьодзі
Нойорі Рьоджі (яп. 野依良治; англ. Ryōji Noyori; 3 вересня 1938) — японський хімік, лауреат Нобелівської премії з хімії у 2001 році спільно з Вільямом Ноулзом і Баррі Шарплессом «за дослідження, які використовують в фармацевтичній промисловості, — створення хіральних каталізаторів окислювально-відновних реакцій». Народився у Кобе, Японія. Лауреат Міжнародної премії короля Фейсала. Велика золота медаль РАН імені М. В. Ломоносова (2010).